# Томаш Шпідлік
Томáш Йо́зеф Шпідлíк (чеськ. Tomáš Josef Špidlík; 17 грудня 1919 — 16 квітня 2010) — чеський католицький богослов, священник, єзуїт, кардинал, викладач і письменник.

## Біографія
Народився 17 грудня 1919 року у Босковиці, у Чехословаччині. У 1938 році закінчив школу у Босковіце. Вступив на філософський факультет Брненського університету, але провчився там недовго — у 1939 році Брно окупували нацисти і університет був закритий.
У 1940 році вступив на єзуїтський новіціат в Бенешові, але у 1942 році і це місто окупували нацисти. Новіціат був перенесений в Велеград. 24 вересня 1942 року постригся в ченці.
У 1942—1943 роках продовжував філософські студії в Велеграді, але вони постійно переривалися примусовими роботами студентів під наглядом німецьких, згодом — румунських, а пізніше — і радянських солдат.

### Викладацька робота
У 1945 і 1946 роках, завершивши навчання на студіях, був префектом Велеградської середньої школи (магістром — за термінологією єзуїтів), де викладав чеську та російську мови.
Вивчав теологію в Маастрихті.
22 серпня 1949 — висвячений на священника. Потім у Флоренції пройшов випробувальний період, який завершив його формування як єзуїта. Після закінчення цієї трирічної підготовки, у 1951 році, отця запросили до Риму — для роботи на Ватиканському радіо. Недільні проповіді Шпідліка чеською мали популярність — їх опублікували і перевели на інші східноєвропейські мови, в тому числі — польську і румунську, а також — на італійську.
У 1951 році став духовним директором чеської семінарії в Римі. З 1954 року викладав патристику і східне богослов'я в Папському східному інституті та Папському Григоріанському університеті. У червні 1955 року у Папському східному інституті захистив докторську дисертацію.
У 1989 році американський Бібліографічний інститут у Ралі обрав Томаша Шпідліка «Людиною року 1990», а роком пізніше — визнав його «Найвизначнішою особистістю десятиліття» («The most admired person of the decade»).

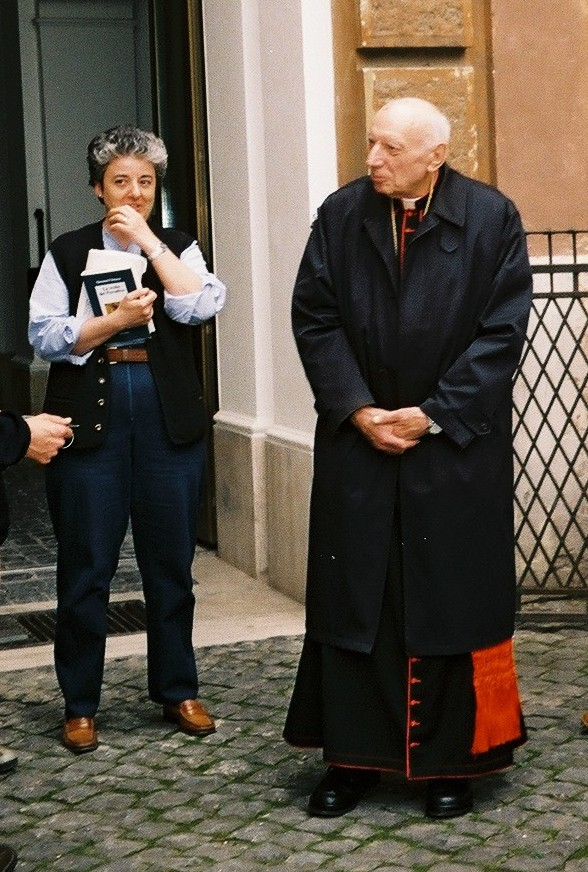
Томаш Шпідлік у Центр Алетті
Рим, 23 квітня 2004

1991 року заснував в Римі Центр Алетті — єзуїтський центр для вивчення східної християнської традиції. Жив у Центрі до кінця життя.
26 липня 1992 став почесним громадянином міста Угерський Брод. З нагоди 400-ї річниці від дня народження Яна Амоса Коменського місто вшанувало Шпідліка також Золотою медаллю Яна Амоса Коменського.

### Пенсія
У квітні 1994 року, з нагоди публікації книги «Російська ідея», французьке місто Труа нагородило Шпідліка медаллю міста та присвоїло почесне громадянство. У цьому ж році — вийшов на пенсію. А також був обраний першим завідувачем кафедри східного богослов'я, заснованої в Папському східному інституті. Лекцію під час інавгурації на тему «Персональне повернення до східної духовности» прочитав 14 листопада 1994 року.
У жовтні 1996 року став почесним громадянином Босковиць. У травні 1997 року став почесним доктором Університету у Клуж-Напока, в Румунії, а у грудні — Університету в Оломоуці, в Чехії.
У жовтні 1998 року президент Чехії Вацлав Гавел нагородив Шпідліка Орденом Томаша Ґарріґа Масарика, однією з найвищих нагород країни. У травні 1999 року — став почесним доктором Карлового університету в Празі.

### Останні роки
У 2002 році Конференція католицьких єпископів Чехії нагородила Шпідліка Орденом «Святі Кирило та Мефодій».
21 жовтня 2003 року призначений Папою Іваном Павлом II кардиналом. У своєму кардинальному гербі використав девіз «Ex toto corde» («Від усього серця»).
6 серпня 2005 року став почесним громадянинов села Пустімер.
Помер 16 квітня 2010 року у Римі. Церемонія прощання пройшла 30 квітня у базиліці Успіння Пресвятої Богородиці та святих Кирила і Мефодія у Велеграді, де кардинала і поховали, згідно його бажання.

## Пам'ять

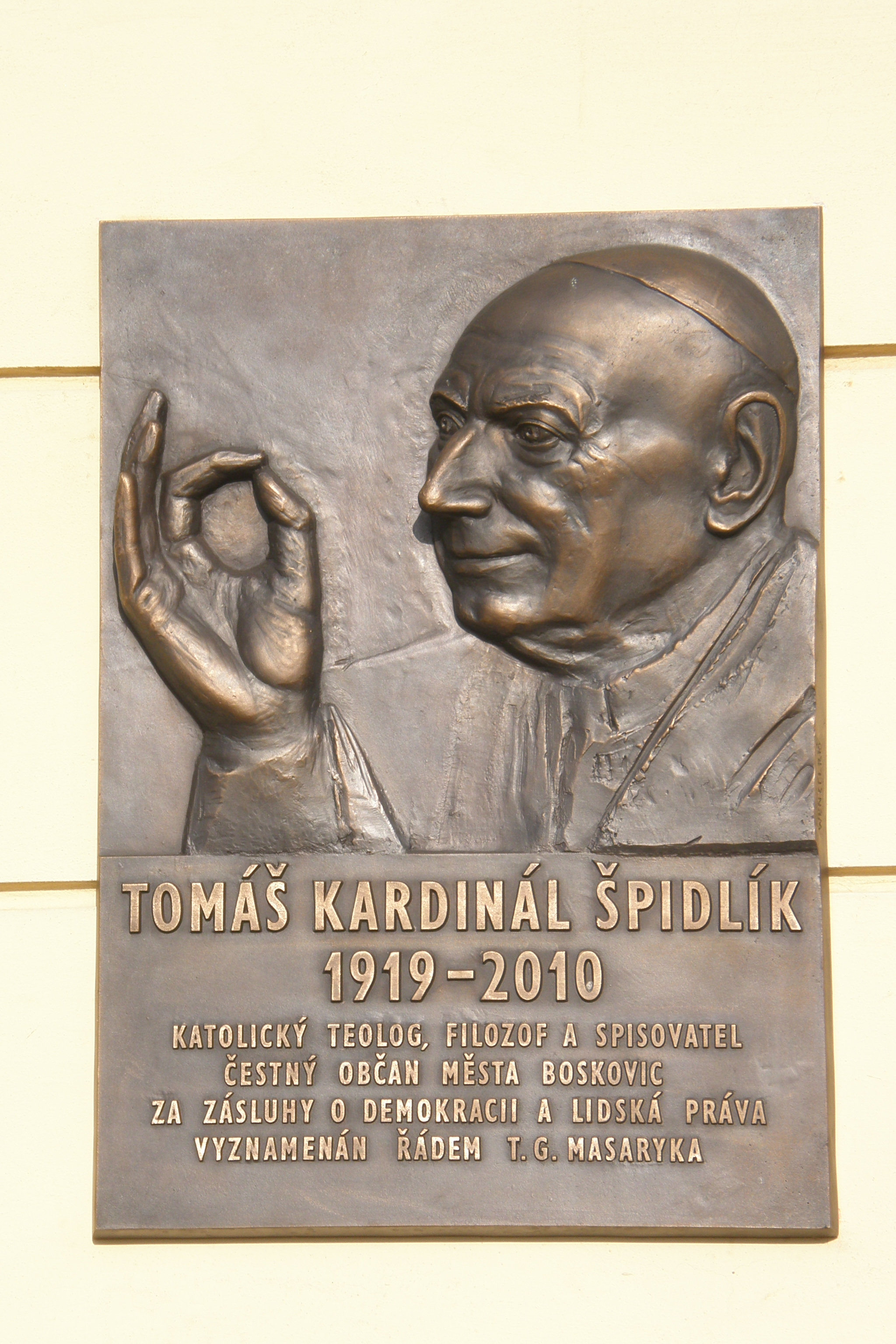
Меморіальна дошка на честь Томаша Шпідліка у Босковиці

- У 2015 році, посмертно, Томашу Шпідліку присудили Нагороду Південноморавського регіону[cs].
- У Босковицях, де народився Томаш Шпідлік, на його честь встановлена меморіальна дошка.